# Kimetsu no Yaiba: Mugen Ressha-hen
Kimetsu no Yaiba: Mugen Ressha-hen (劇場版 「鬼 滅 の 刃」 無限 列車 編 Gekijō-ban "Kimetsu no Yaiba" Mugen Ressha-hen?), também conhecido como Demon Slayer: Mugen Train ou Demon Slayer: Infinity Train, é um filme de anime japonês de 2020 baseado na série de mangá shonen Kimetsu no Yaiba. O filme, que é uma sequência direta primeira temporada da série de anime, é dirigido por Haruo Sotozaki e produzido pela Ufotable. O filme foi lançado em 16 de outubro de 2020 no Japão, com grande sucesso, tornando-se o filme japonês e o filme de anime de maior bilheteria de todos os tempos. Também foi o filme de maior bilheteria do mundo em 2020, se tornando assim o primeiro filme não estadunidense e o primeiro filme japonês a atingir o topo das bilheterias em um ano.

## Sinopse
Depois que uma série de desaparecimentos misteriosos começam a assolar um trem, as múltiplas tentativas do Demon Slayer Corps para remediar o problema se mostram infrutíferas. Para evitar mais baixas, o pilar de chamas, Kyōjurō Rengoku, assume a responsabilidade de eliminar a ameaça. Acompanhando-o estão alguns dos novos sangues mais promissores do Corpo: Tanjiro Kamado, Zenitsu Agatsuma e Inosuke Hashibira, que esperam testemunhar os feitos de fogo deste modelo de matador de demônios em primeira mão.
Sem o conhecimento deles, as forças demoníacas responsáveis pelos desaparecimentos já colocaram seu plano sinistro em ação. Sob esta presença demoníaca, o grupo deve reunir cada grama de sua força de vontade e desembainhar suas espadas para salvar todos os duzentos passageiros a bordo. Kimetsu no Yaiba: Mugen Ressha-hen investiga os cantos mais profundos da mente de Tanjiro, colocando sua determinação e compromisso com o dever à prova.

## Enredo
Tanjiro, Nezuko, Zenitsu e Inosuke embarcam em um trem para ajudar o Flame Hashira Kyōjurō Rengoku em sua missão de caçar um demônio que matou muitos matadores de demônios. Logo após o embarque, todos se encantam e dormem profundamente. Enmu, Nível Inferior Um dos Doze Kizuki, instrui quatro passageiros, todos sofrendo de insônia severa, para entrar nos sonhos dos matadores de demônios e destruir seus núcleos espirituais para que eles não possam acordar novamente. Em troca, Enmu lhes permitirá um sono tranquilo.
Durante o sono, Tanjiro e seus companheiros têm sonhos felizes. Tanjiro percebe que está sonhando e tenta acordar, conseguindo depois que uma visão de seu pai o instrui a se matar no sonho. Ao mesmo tempo, Nezuko usa seu poder para cortar a conexão dos intrusos e despertar os passageiros. Com medo de Enmu, eles atacam Tanjiro, que os nocauteia.
Enquanto Nezuko desperta os outros, Tanjiro confronta Enmu e, na batalha que se segue, o decapita. No entanto, Enmu não morre e revela que fundiu sua cabeça com o trem. Kyōjurō instrui Inosuke e Tanjiro a procurarem o pescoço de Enmu enquanto ele, Nezuko e Zenitsu ficam para trás para proteger os outros passageiros. Tanjiro e Inosuke encontram o pescoço de Enmu na casa das máquinas e Tanjiro o corta, matando Enmu e parando o trem.
No entanto, Akaza, a Lua Superior 3, aparece logo depois e ataca os matadores de demônios. Kyōjurō luta sozinho com ele e é mortalmente ferido, embora Akaza seja forçado a fugir quando o sol começa a nascer. Tanjiro com raiva o chama de covarde por fugir e declara Kyōjurō o vencedor da luta. Kyōjurō encoraja Tanjiro e seus amigos e morre. A Hashira e o Demon Slayer Corps são informados de sua morte, enquanto Tanjiro e os outros estão de luto por ele.

## Produção

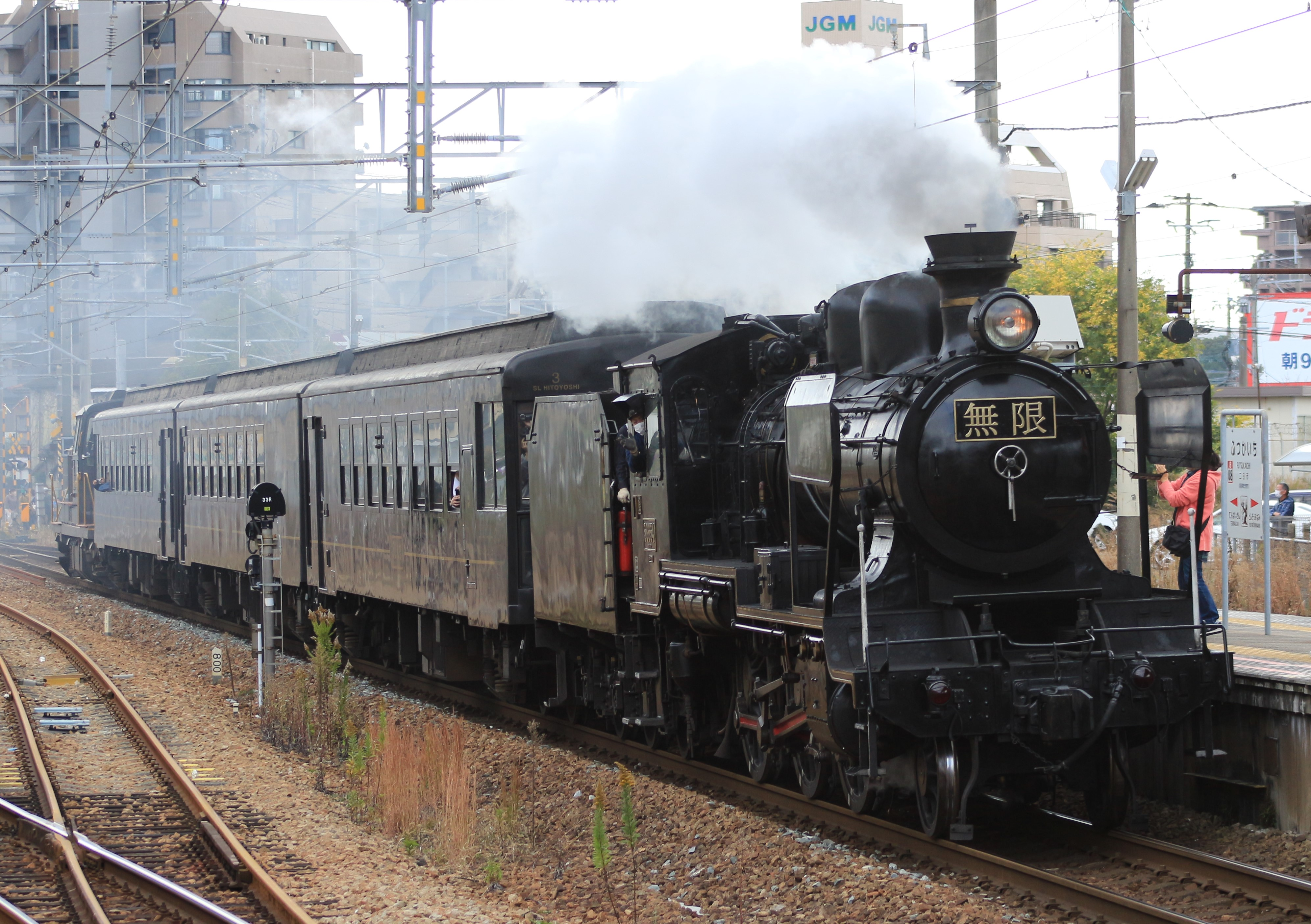
Locomotiva semelhante ao trem onde ocorrem os eventos do filme

Yūma Takahashi, produtor da série animada, indicou o desejo de continuar a produção da séria com a Ufotable. O projeto da sequência foi autorizado após o sucesso da série. Um filme foi determinado como o melhor formato para o arco "Mugen Train" devido a seu conteúdo mais curto e ritmo dramático. A equipe de produção principal da série de anime, assim como o elenco, foram mantidos para a produção do filme. Haruo Sotozaki serviu como diretor, com Akira Matsushima e Manabu Kamino servindo como animador e editor do filme, respectivamente. O filme foi anunciado em 28 de setembro de 2019, imediatamente após o final da temporada da série animada.

## Lançamento

### Cinemas
O filme foi lançado nos cinemas japoneses em 16 de outubro de 2020. Como outros grandes lançamentos haviam sido adiados devido aos impactos da pandemia de COVID-19 no cinema, o número de telas disponíveis foi maior que o usual. O filme abriu em 403 cinemas, incluindo todos os 38 cinemas IMAX no país. O lançamento internacional do filme foi bem escalonado, tendo ocorrido tão cedo quanto a 30 de outubro de 2020 em Taiwan, e levando até 13 de agosto de 2021 na Índia. O lançamento na China foi adiado quando uma controvérsia em torno do filme Monster Hunter levou censores chineses a rever alguns filmes estrangeiros outra vez. O filme estreou no Brasil em 13 de maio de 2021.

### Mídia doméstica
O filme foi lançado em Blu-ray e DVD no Japão em 16 de junho de 2021, vendendo 800 000 unidades no primeiro dia e mais de 1 milhão em três dias.

## Recepção

### Bilheteria
O faturamento de bilheteria do filme mundialmente superou 504 milhões de dólares com a venda de mais de 41 milhões de ingressos, fazendo dele o filme de maior faturamento mundial em 2020, assim como o filme de anime de maior faturamento da história. Foi a primeira vez na história que um filme de fora de Hollywood obteve o maior faturamento global anual.
Antes de seu lançamento no Japão, Mugen Train bateu recordes mensais de vendas antecipadas de ingressos por dois meses, em setembro e outubro de 2020. Com o lançamento, quebrou diversos recordes de bilheteria, incluindo a maior renda bruta na estreia (4,6 bilhões de ienes ou 44 milhões de dólares americanos), e o filme que mais rapidamente alcançou 10 bilhões (dez dias), 20 bilhões (24 dias) e 30 bilhões de ienes (59 dias). Também bateu o recorde de lançamento em IMAX de maior bilheteria no Japão, com 25 milhões de dólares, ultrapassando o recorde de 13 milhões de dólares estabelecido por Bohemian Rhapsody em 2018. O filme se tornou o primeiro a liderar os rankings de bilheteria por dez fins de semana consecutivos desde o início da publicação das listas em 2004, e permaneceu no top 10 por 32 semanas, o segundo maior número de semanas consecutivas nos rankings japoneses, atrás das quarenta semanas de Titanic no fim da década de 1990. Mugen Train se tornou o filme de maior bilheteria na história do Japão em 73 dias com um faturamento de 32,48 bilhões de ienes, superando A Viagem de Chihiro, que deteve o recorde por dezenove anos. Após 220 dias de seu lançamento, se tornou o primeiro filme na história do cinema do Japão a faturar quarenta bilhões de ienes.
Fora do Japão, sua maior bilheteria em um único mercado foi nos Estados Unidos e Canadá, onde foi lançado em 23 de abril de 2021 e faturou 47,7 milhões de dólares, obtendo a segunda maior bilheteria de um filme de anime na região, após Pokémon: The First Movie, que faturou 85,7 milhões de dólares. Seu faturamento de 19,5 milhões no de dólares no fim de semana de estreia na América do Norte bateu o recorde de maior abertura de qualquer filme em língua estrangeira lançado na região. Se tornou o filme animado de maior bilheteria da história em Taiwan, faturando 360 milhões de dólares taiwaneses em 17 dias após o lançamento, e obteve 634 milhões no total. Também se tornou o filme de anime de maior bilheteria em diversos outros mercados, como Singapura, onde foi lançado em 12 de novembro de 2020 e faturou 2,42 dólares de Singapura; Malásia, onde foi lançado em 5 de março de 2021 e obteve mais de 4,3 milhões de ringuites, batendo os 3,3 milhões de One Piece: Stampede; Tailândia, onde ultrapassou o recorde de Your Name e e faturou 124 milhões de bahtes; e Rússia, onde obteve o equivalente a 1,7 milhão de dólares.
Roland Kelts atribuiu o sucesso de bilheteria do filme a diversos fatores, entre eles o lançamento ter ocorrido durante um período de relativa calma na pandemia de COVID-19 no Japão, que significou que os cinemas estavam abertos mas a competição vinda de outros filmes era baixa, e e o lançamento sequencial prolongado do mangá, anime e filme que permitiu o aumento da expectativa pela obra ao longo do tempo.

### Crítica
No site de avaliações Rotten Tomatoes, 98% das avaliações de 40 críticos sobre Mugen Train foram positivas, com uma nota média de 7,9/10. O consenso dos críticos do site afirma que "a animação visualmente deslumbrante e as cenas de ação magistrais servem a um enredo sincero que certamente satisfará os fãs". Segundo o Metacritic, que designou uma nota média ponderada de 75 de 100 baseado em nove críticas, o filme recebeu "avaliações geralmente favoráveis".
O revisor da Crunchyroll Daryl Harding deu ao filme uma avaliação positiva, elogiando a combinação de técnicas de animação 2D e 3D, a trilha sonora e a escrita dos personagens. O crítico do IndieWire David Erlich, que deu ao filme a nota "C" em uma escala de A a F, também elogiou os visuais impressionantes e os personagens Kyōjurō Rengoku e Enmu, mas afirmou que sua classificação indicativa nos Estados Unidos, para maiores de 17 anos, era excessiva. Em contraste, o revisor da Anime News Network Kim Morrisy e o da Variety Peter Debruge consideraram a qualidade da animação inferior à da série de TV. Harding, Ehrlich, Morrissy e Debruge observaram que é preciso ter assistido à primeira temporada do anime anteriormente para compreender e apreciar o filme por completo.

### Premiações
| Lista de prêmios e nomeações | Lista de prêmios e nomeações                    | Lista de prêmios e nomeações                            | Lista de prêmios e nomeações                            | Lista de prêmios e nomeações |
| Ano                          | Prêmio                                          | Categoria                                               | Indicado(s)                                             | Resultado                    |
| ---------------------------- | ----------------------------------------------- | ------------------------------------------------------- | ------------------------------------------------------- | ---------------------------- |
| 2020                         | 45.º Prêmios Hochi                              | Melhor Filme de Animação                                | Demon Slayer: Kimetsu no Yaiba – The Movie: Mugen Train | Venceu                       |
| 2020                         | 33.º Prêmios Nikkan Sports para Yūjirō Ishihara | Melhor Filme de Animação                                | Demon Slayer: Kimetsu no Yaiba – The Movie: Mugen Train | Venceu                       |
| 2020                         | Melhor Diretor                                  | Haruo Sotozaki                                          |                                                         | Venceu                       |
| 2020                         | Melhor Filme de Anime do Ano                    | Demon Slayer: Kimetsu no Yaiba – The Movie: Mugen Train |                                                         | Venceu                       |
| 2020                         | 26th Prêmios AMD                                | Demon Slayer: Kimetsu no Yaiba – The Movie: Mugen Train | Grande Prêmio                                           | Venceu                       |
| 2021                         | 44.º Prêmios da Academia do Japão               | Demon Slayer: Kimetsu no Yaiba – The Movie: Mugen Train | Animação do Ano                                         | Venceu                       |
| 2021                         | 44.º Prêmios da Academia do Japão               | Feito Excepcional em Música                             | Yuki Kajiura, Go Shiina                                 | Venceu                       |
| 2021                         | 44.º Prêmios da Academia do Japão               | Tópico do Ano                                           | Demon Slayer: Kimetsu no Yaiba – The Movie: Mugen Train | Venceu                       |
| 2021                         | 44.º Prêmios da Academia do Japão               | Popularidade com Fãs                                    | Demon Slayer: Kimetsu no Yaiba – The Movie: Mugen Train | Venceu                       |
| 2021                         | 74.º Prêmios Anuais Mainichi / Concours         | Melhor Filme de Animação                                | Demon Slayer: Kimetsu no Yaiba – The Movie: Mugen Train | Indicado                     |
| 2021                         | 25th Prêmios Satellite                          | Melhor Filme, Animação ou Mídia Mista                   | Demon Slayer: Kimetsu no Yaiba – The Movie: Mugen Train | Indicado                     |
| 2021                         | 15.º Asian Film Awards                          | Filme Asiático de Maior Bilheteria em 2020              | Demon Slayer: Kimetsu no Yaiba – The Movie: Mugen Train | Venceu                       |
| 2021                         | 2021 Prêmios TAAF (Tokyo Anime Award Festival)  | Melhor Diretor                                          | Haruo Sotozaki                                          | Venceu                       |
| 2021                         | 2021 Prêmios TAAF (Tokyo Anime Award Festival)  | Melhor Animador                                         | Akira Matsushima                                        | Venceu                       |
| 2021                         | 45.º Prêmios Elan d'or                          | Prêmios por Feitos Especiais                            | Demon Slayer: Kimetsu no Yaiba – The Movie: Mugen Train | Venceu                       |
| 2022                         | 6.º Crunchyroll Anime Awards                    | Melhor Filme                                            | Demon Slayer: Kimetsu no Yaiba – The Movie: Mugen Train | Venceu                       |